# 도가촌 (아키타현)
도가촌(戸賀村)은 아키타현 미나미아키타군에 설치되었던 촌이다. 현재의 오가시 남동부에 해당한다.

## 역사
- 1889년 4월 1일 -정촌제 시행에 의해 4촌의 구역으로 도가촌이 성립하였다.
- 1954년 3월 31일 - 후나카와미나토 정, 와키모토 촌, 이리아이 촌, 오가나카 촌과 합병해 오가시가 성립하였다. 동일 도가촌은 폐지되었다.